# 호법초등학교
호법초등학교는 대한민국 경기도 이천시 호법면 후안리에 있는 공립 초등학교이다.

## 학교 연혁
- 1935년 10월 14일 설립인가
- 1936년 4월 6일 호법공립보통학교 개교
- 1938년 4월 1일 호법공립심상소학교 개칭
- 1941년 4월 1일 호법공립국민학교 개칭
- 1981년 3월 9일 병설유치원 개원
- 1996년 3월 1일 호법초등학교로 개칭
- 2014년 9월 1일 제25대 김양완 교장 취임
- 2017년 2월 7일 제78회 졸업식
- 2017년 3월 1일 초등 6학급, 유치원 1학급 편성

## 참고 자료
- 호법초등학교 - 한국교육학술정보원 학교알리미